# Heinz Boock
Heinz Boock (* 7. Oktober 1929 in Stendal; † 2. November 2018 in Berlin) war ein in Berlin tätiger Fußballtrainer.

## Werdegang
Boock war seit seiner Jugendzeit dem Fußball verbunden und seit den 1960er Jahren Mitglied des Fußballvereins BFC Meteor 06. Als einer der ersten Inhaber der A-Lizenz als Fußballtrainer nach dem Krieg war er bereits 1963 vorübergehend Verbandstrainer der VBB-Jugendauswahlmannschaften. 1965 trainierte er die Regionalligamannschaft des BFC Viktoria 89. Später war er Trainer der Regionalligamannschaft seines Vereins und ebenso bei Tennis Borussia Berlin als Interimstrainer.
In den 1970er Jahren war Boock beim BFC Meteor 06 der Entdecker und bis zu dessen 15. Lebensjahr Förderer des späteren deutschen Nationalspielers und Weltmeisters Thomas Häßler. Andere später bekannte Akteure der Bundesliga wie Wolfgang Sühnholz (FC Bayern München) und Christian Hausmann (u. a. Bayer Leverkusen) wurden ebenfalls bei ihm beim BFC Meteor 06 ausgebildet.

## Ehrungen
Für seine hervorragenden Verdienste in der Jugendarbeit mit benachteiligten Jugendlichen in seinem Klub erhielt er 1981 die DFB-Verdienstnadel sowie 1986 die Ehrenplakette des Berliner Senats für besondere Verdienste um die Förderung des Sports. 1996 verlieh ihm der Bundespräsident das Verdienstkreuz am Bande der Bundesrepublik Deutschland.